# Tarsalia hirtipes
Tarsalia hirtipes är en biart som beskrevs av Morawitz 1895. Tarsalia hirtipes ingår i släktet Tarsalia och familjen långtungebin. Inga underarter finns listade i Catalogue of Life.